# Brou Elloé
Brou Elloé, né en 1944, est un athlète ivoirien.

## Carrière
Elloé Brou G. est médaillé d'or du saut à la perche aux Jeux africains de 1965 à Brazzaville.
Champion et Recordman d'Afrique au Saut à la Perche à ENUGU,(NIGÉRIA).
Ex-professeur permanent de l'ENA (École Normale d'administration) ABIDJAN, à la retraite.
Ex-directeur de la Formation Professionnelle du Ministère de la Fonction Publique.
Commandeur dans l'ordre du Mérite National.
Commandeur dans l'Ordre du Mérite Sportif.
Officier dans l'Ordre du Bélier, Tokyo Universiade (1967); World Athletic Games Helsinki(FINLANDE); West African University Games (1971).
Le grand Athlète Dr ELLOÉ BROU GERMAIN a tiré sa révérence le dimanche 04 Décembre 2022 à Abidjan et sera inhumé le samedi 28 Janvier 2023 dans son village natal à Etueboué (département d'Adiaké). Grande Paix à son Âme